# دمیرچی (سرآب)
دمیرچی یکی از روستاهای استان آذربایجان شرقی است که در دهستان آلان برآغوش بخش مهربان شهرستان سرآب واقع شده‌است.
لبنیات، عسل، گردو، بادام و خشکبار، سیب، گلابی و برخی از میوه‌های سردرختی از جمله زردآلو، گوجه‌سبز و آلبالو و همین‌طور محصولاتی مانند سیب زمینی، پیاز و گوجه فرنگی از جمله محصولات روستای دمیرچی می‌باشد.
زبان مردم روستای دمیرچی ترکی آذربایجانی است. مردم این روستا پیرو دین اسلام و مذهب شیعه می‌باشند. این روستا ۵۰۰ نفر جمعیت دارد و مهاجرت در این روستا بسیار کم دیده می‌شود.
شغل اکثر مردم این روستا دامپروری، کشاورزی و پرورش زنبور عسل بوده و شغل بانوان این روستا شامل قالی بافی، بافت جاجیم، جوراب و …، بسته‌بندی محصولات کشاورزی، دوشیدن شیر گاو و گوسفند، نگه داری از طیور و درست کردن پنیر، کره و ماست می‌باشد.
این روستا آبشاری نسبتاً مرتفع به نام آبشار گورگور را در خود جای داده که جاذبه های طبیعی روستای دمیرچی را دو چندان کرده‌است.
بوغدا (گندم)، آرپا (جو)، مرجی (عدس)، نخود (نخود) و قیزیل گول (گل محمدی) از دیگر محصولات دمیرچی است.